# Université turco-allemande
L’Université turco-allemande (en turc : Türk-Alman Üniversitesi ou TAÜ, en allemand : Türkisch-Deutsche Universität ou TDU) est une université d'État construite conjointement par la république de Turquie et la République fédérale d'Allemagne. Le campus de l'université se situe dans le district de Beykoz sur la rive orientale du Bosphore. L'université est encore en construction mais sera la plus grande université allemande à l'étranger.

## Histoire
L'idée d'une université turco-allemande apparaît le 8 mai 1957 avec les accords culturels conclus entre les gouvernements allemand et turc. Les premiers projets se développent dans les années 1990 sous le mandat du chancelier allemand Helmut Kohl. Ils ne sont toutefois pas réalisés principalement pour des raisons financières, liées au coût de la réunification allemande. Le 6 décembre 2007, un accord intergouvernemental est conclu entre les deux pays. Ainsi le 30 mai 2008, les ministres des Affaires étrangères turc Ali Babacan et allemand Frank-Walter Steinmeier et la ministre allemande de l'éducation et de la recherche Annette Schavan signent l'accord fondateur de l'université. Celui-ci fait partie intégrante de l'accord précédemment signé en septembre 2006 par Steinmeier et son homologue turc de l'époque Abdullah Gül dans le cadre de l'initiative Ernst-Reuter pour le dialogue et l'information culturelle. La loi concernant la fondation de l'université turco-allemande est publiée le 10 avril 2010 au Journal Officiel turc.
La TDU est financée en commun par les deux États, mais la Turquie assume la plus grande partie des frais. L'université se trouve sur un terrain de douze hectares, ancienne pépinière propriété du ministère de l'Agriculture turc. La Turquie construit et finance les bâtiments et l'infrastructure et supporte les frais courants. Le ministère allemand de l'Éducation et de la Recherche paie pour les enseignants et les conférenciers, finance l'élaboration des programmes d'études, la construction d'un centre linguistique, les subventions des salaires sur place, les bourses ainsi que la formation continue. Les frais du côté allemand sont estimés à 12 millions d'euros pour les quatre premières années, et à 40 millions d'euros au total.
En juin 2009, un consortium d'initialement 22 universités allemandes est créé et coordonne avec l'Office allemand des échanges universitaires (DAAD) et le haut conseil universitaire de Turquie l'aspect académique de la TDU. Ils gèrent les détails de la création de l'université, le fonctionnement, le financement ainsi que les autorisations. Le consortium regroupe aujourd'hui 27 membres (26 universités et le DAAD). Le Bureau est séparé entre 6 universités et présidé pendant 3 ans par Rita Süssmuth, ancienne présidente du Bundestag. En plus des partenaires universitaires, des entreprises et fondations privées participent également à la planification.
La première pierre de la TDU est posée le 22 octobre 2010 en présence du président allemand de l'époque Christian Wulff et du président turc Abdullah Gül. Le processus s'enclenche ensuite avec des cours préparatoires de langues, des séminaires ainsi que des ateliers professionnels afin de former le personnel, les collaborateurs. L'enseignement à l'université commence au semestre hivernal 2013/2014 dans des bâtiments provisoires du district de Beykoz sur la rive orientale de la Mer Noire, là où seront érigés les bâtiments définitifs. On prévoit une capacité maximale de 5000 étudiants après 3 ou 4 années de fonctionnement à grande échelle. Une extension de bâtiment est envisageable et offrirait la perspective de 20 000 places d'accueil pour les étudiants. Lors de l'année scolaire 2013/2014, l'université a accueilli ses premiers étudiants dans les domaines du droit, de l'administration et de la mécatronique. Ils étaient au nombre de 40, plus 5 étudiants étrangers. La cérémonie d'ouverture de la TDU a eu lieu en présence du président allemand Joachim Gauck et du président turc Abdullah Gül, le 28 avril 2014.
En février 2021, on a appris que Taceddin Kutay, qui enseigne à l'université et travaille pour le journal Akşam, qui est lié au néo-ottoman AKP, écrit en permanence des tweets racistes et homophobes. Cela a été massivement scandalisé par le corps étudiant,,.

## Université
La TDU est une université d'État sous réglementation turque. Le recteur de l'université est turc, il est engagé par les institutions nationales, son adjoint est allemand. Le 13 octobre 2010, le président turc Abdullah Gül nomme, parmi  les trois propositions du conseil universitaire, Ziya Şanal en tant que recteur fondateur. Celui-ci était, jusqu'ici professeur à la faculté d'ingénierie civile de l'école supérieure des sciences appliquées de Munich. Désormais il est remplacé par Halil Akkanat, qui est également en poste à la faculté de droit de la TDU en tant que doyen fondateur.
La TDU est composée de 5 facultés.
Les principales sont  : 
- sciences de l'ingénieur (Université technique de Berlin)
- sciences naturelles (Université de Potsdam)

Elle propose également les domaines : 
- droit (Université libre de Berlin)
- sciences agricoles et administratives (Université de Cologne en partenariat avec l'université de Munich)
- sciences culturelles et sociales (Université de Heidelberg)

Il existe aussi un pôle langues étrangères (Université de Bielefeld).
L'admission des élèves turcs se passe obligatoirement en Turquie via un examen d'entrée, le Öğrenci Seçme Sınavı (il n'existe pas au lycée turc d'examen de fin d'études secondaires équivalent au baccalauréat allemand). Pour les diplômés des écoles allemandes, la sélection se fait sur les résultats du baccalauréat, celui-ci étant encore reconnu officiellement.
Les filières sont interculturelles. La langue d'enseignement, à la différence des autres universités allemandes à l'étranger, est principalement l'allemand, certains cours sont aussi en turc et en anglais. Par conséquent les élèves sont en majorité diplômés de lycées turcs proposant un enseignement en langue allemande (par exemple le Lycée d'Istanbul, l'école allemande d’Istanbul et le collège autrichien Saint Georgs) ou qui proposent un programme éducatif allemand. Les élèves sont également diplômés des lycées allemands, qu'ils soient allemands ou turcs. Par principe l'université est ouverte à l'international. Des cours d'allemand sont proposés aux élèves, ainsi que la possibilité de passer quelques semestres en Allemagne. Les autres principales caractéristiques de la TDU sont les échanges scientifiques étroits avec des universités allemandes et une coopération intensive avec les entreprises turques et allemandes.
Les diplômés reçoivent un diplôme commun aux deux pays de la TDU (Allemagne et Turquie) ou un double diplôme; licence, Master, Doctorat. La qualité de ces diplômes et du programme d'études sont certifiés à la conférence de Bologne.